# Kaze wa Fuiteiru
«Kaze wa Fuiteiru» es el vigesimotercer sencillo de AKB48. Ha vendido más de un millón de copias.